# Alberto Herrera Rodríguez
Alberto Herrera Rodríguez (Ciudad Madero, Tamaulipas, 23 de febrero de 2001) es un futbolista mexicano que se desempeña en la demarcación de mediocampista en el Mazatlán Fútbol Club de la Primera División de México.

## Trayectoria
Formado en la cantera de Pachuca inició jugando con la categoría sub-17. Luego subió a la categoría sub-20.
Para el 2020 fue traspasado al Club Puebla donde primero empezó con la categoría sub-20 después debido a sus buenas actuaciones subió al primer equipo debutó el 20 de octubre de 2021 contra el Mazatlán FC donde el marcador término 2-0 a favor de los Poblanos y anotó su primer gol el 2 de marzo de 2022 contra FC Juárez donde el marcador término 1-1.

## Estadísticas

### Clubes
Actualizado al último partido disputado el 11 de noviembre de 2024.
| Club               | Div.          | Temporada     | Liga  | Liga  | Copas nacionales | Copas nacionales | Copas internacionales | Copas internacionales | Total | Total |
| Club               | Div.          | Temporada     | Part. | Goles | Part.            | Goles            | Part.                 | Goles                 | Part. | Goles |
| ------------------ | ------------- | ------------- | ----- | ----- | ---------------- | ---------------- | --------------------- | --------------------- | ----- | ----- |
| C. Puebla · México | 1.ª           | 2021-22       | 17    | 1     | —                | —                | —                     | —                     | 17    | 1     |
| C. Puebla · México | 1.ª           | 2022-23       | 10    | 0     | —                | —                | —                     | —                     | 10    | 0     |
| C. Puebla · México | 1.ª           | 2023-24       | 10    | 2     | —                | —                | —                     | —                     | 10    | 2     |
| C. Puebla · México | 1.ª           | 2024-25       | 14    | 0     | —                | —                | 2                     | 0                     | 16    | 0     |
| C. Puebla · México | Total club    | Total club    | 51    | 3     | 0                | 0                | 2                     | 0                     | 53    | 3     |
| Total carrera      | Total carrera | Total carrera | 51    | 3     | 0                | 0                | 2                     | 0                     | 53    | 3     |